# Новачене (Софийска област)
 Тази статия е за селото в Софийска област.  За другото село с това име вижте Новачене (област Плевен).  
Новачене е село в Западна България. То се намира в община Ботевград, Софийска област.

## История
Първи заселници там са кесар Новак, от чието име най-вероятно е произлязло днешното име на селото, заедно с неговия род и войници, които той е предвождал и с които се е сражавал в последните боеве против турското нашествие и в подкрепа на цар Шишман и Севаст Огнян на крепостта „Урвич“ край село Боженица.
Първи записи с името на Новачене датират от 1382 г. Недалеч от първото селище над р. Бебреш се намира манастир „Преображение Господне“ или така наречения Новаченски манастир, построен по времето на Втората българска държава. Най-новото териториално делене на страната оставя манастира в землището на с. Скравена.
Поради липса на условия за разрастване в м. „Новото село“ жителите му се преместват на юг, като първо се заселват в м. „Конопище“, а след това се установяват заедно с няколко турски семейства в м. „Селището“ между реките Рударка и Боговина.
През 1808 г. след решение на Златишкия съд, по повод верска свада между българските и турските семейства и с барст на султана християнските семейства се заселват на 1 km на изток по течението на река Рударка, или по-точно на днешното място на пътя София – Видин.
Освобождението на Новечене се счита, че е на 10 ноември 1877 г., когато Осман паша дава дава заповед да бъде вдигат бял флаг за капитулация. В селото се открива Потребителска кооперация „Работник“.

## Празници и обичаи
Сред най-почитаните празници са коледуване и сурвакане, лазаруване и топене на пръстени.
В миналото е съществувала традиция на Илинден да се излиза със селската музика, да се коли вол за курбан и да се слага общоселска трапеза, а пчеларите да носят пълни паници с мед. Според суеверията се е забранявало да се работи на Илинден, за да не падат градушки.
На Цветница се е срещал ритуалът „кумичкуване“. На реката се събират по махали, по приятелство или по класове (13 – 14-годишни момичета), всяко от които носи коричка на белязано залче хляб. Нарждат ги на бухалка или друга дъсчица, потапят я във водата напречно на реката и коричките заплуват във водата. Момичето, на което залъкът е най-напред е обявено за кумичка. Всички отиват в дома ѝ, където се прави гощавка с пролетна коприва и счукани орехи и сладкиши, приготвени от самите момичета. Кумичката е на почит и уважение от групата чак до другата Цветница.
Има запазен езически обичай, свързан с Благовец, при който се гонят змиите и гущерите да не влизат в селото и в дома. Свързани с езически чествания са: вълчи празници, мишин ден, замин ден, вранин ден и др. За пазене от градушки е имало обичай да се изнася брадвата под стряхата нагоре с острието, за да пресече градоносния облак. Стреляне с огнестрелно оръжие във въздуха или в земята, за да се прогони облака.
В Новачене са чествани два събора: пролетен – на 7 и 8 април и есенен – Богородичен, на 28 и 29 август.

## География
Село Новачене е разположено в Ботевградската котловина между възвишенията „Медвен“ и „Колачевица“ на 10 km северозападно от общинския център Ботевград и на 73 km от столицата София, на главен път Е-79 (София – Видин) между реките „Рударка“, „Новаченка“ и „Боговина“.
Землището на селото обхваща територия с площ 43 630 дка, от които 9363 дка горски фонд. На изток и югозапад се простира по поречието на р. Бебреш и достига до хълмовете Голям и Малък Медвен. На запад и северозапад землището достига до Мала река и връх Басерница, на север до Мечите дупки и Високия връх, а на юг до местностите Ушите, Мали Медвен и Цинцерското. Селото е разположено в дял от Мургашката дъга, известен като Колачевица или Ковачевица, между реките Рударка и Новаченка.
Според предание най-напред е била заселена м. „Новото село“ на 500 m на запад от Новаченския пролом на река Бебреш, срещу водната пещера „Мечите дупки“.
Местностите в Новаченското землище носят имената си в зависимост от формата, от формата, която имат, качество, което притежават, състав или цвят на почвата, от флората и най-вече от това, чие владение са били. В зависимост от формата се именуват местностите: Колачевица (от глагола „изколачвом се“, „извивам се“), Кучов опаш, Остра могила, Кюнеца, Танкия рът, Дебелия рът, Грамадния рът, Къси дол, Дългата ливада, Малката ливада и др. В зависимост от качеството, това са: Камен дол, Лага, Душов дол (от задушно), Червен бряг, Гола глава, Голина, Косматица, Белия дол, Белия кладенец, Студена вода и др. В зависимост от флората – Дренски рът, Лесков дол, Лиляков дол, Лозенски рът, Лозята, Търнака и др. Има и местности, които са наречени на птици: Гаргова ливада, Коски дол, Стичакова ливада, както са наричали навремето врабчето. По имената на някогашни владетели и родове са именувани: Тончовска кошара и Тончовското, Доцовска кошара и Доцовски трап, Какьовска кошара, Нешовска кошара, Дойчинска кошара, Нейковска кошара и др.

## Обществени институции
- Кметство

## Образование
- Народно читалище „Правда 1905“ с. Новачене – основано на 5 януари 1905 г. Един от учредителите е Марко Дюлгерски, който е и негов пръв председател.
- ОДЗ „Зора“ с. Новачене
- ОУ „Васил Левски“ – с. Новачене
- Изучаване на народни танци в танцов състав „Луди млади“

## Културни и природни забележителности
- През 1898 г. е построена кръстокуполна църква „Успение Богородично“, която е една от най-големите селски църкви в Ловчанска епархия. Иконостасът на храма „Успение Богородично“ е дело на дебърския майстор Нестор Алексиев.[3]
- Мемориален комплекс с. Новачене – изграден в м. „Косматица“, на мястото на най-голямото и кръвопролитно сражение, водено в района по време на Руско-турската освободителна война (1877 – 1878 г.). Комплексът се състои от скална морена с възпоменателен надпис, паметник на руски войник с височина 2,50 м и паметна плоча с изписани имена на руските офицери, загинали в сражението при с. Новачене.

## Редовни събития
Всяка година в с. Новачене се отбелязват: Трифон зарезан, Лазаровден, Великден, 24 май – Денят на славянската писменост и култура.
С даване на курбан в селото се отбелязват: 15 август – Св. Богородица, 29 юни – Петровден, 20 юли – Илинден.
Нова година – с празнична заря. На 28 – 29 август е съборът на селото. Събирането на чукалта за палене и още много традиции.

## Други
- Снимки от Новачене
- Читалище „Правда“
- Църквата в селото
- Паметник на падналите през войните

## Личности
- Коста Гетов (Доцо) – четник от четата на Ильо Войвода
- Ефрейтор Тодор Иванов Пеков - герой от Първата световна война, сражавал се срещу руско-румънските войски в Добруджа